# Webera longifolia
Webera longifolia là một loài Rêu trong họ Bryaceae. Loài này được (Griff.) Broth. miêu tả khoa học đầu tiên năm 1904.